# Ziryab
Abu-l-Hàssan Alí ibn Nafi (kurd: Abu l-Hesen ‘Elî ibn Nafî; àrab: أبو الحسن علي بن نافع, Abū l-Ḥasan ʿAlī b. Nāfiʿ; persa: ابوالحسن علی بن نافع), anomenat Ziryab (àrab: زریاب, Ziryāb; persa: زریاب; kurd: Ziryab) (Mossul, 789 - Còrdova, 857) va ser un erudit, poeta i músic kurd o persa instal·lat a l'Àndalus, on va ajudar a fundar la música araboandalusina amb el primer conservatori europeu. Creà una mena de llaüt amb cinc cordes que esdevingué molt popular a la cort de Còrdova. El seu gust oriental refinat el va convertir en l'àrbitre de la moda local i així donava consells sobre com vestir-se, comportar-se i cantar. Es diu que va ser l'introductor de la copa de vidre, del serrell als pentinats i del consum d'espàrrecs. Va ser un dels primers a afegir una cinquena corda a l'ud, entre 822 i 852.